# The Simpsons: Tapped Out
The Simpsons: Tapped Out — безкоштовна мобільна гра для будівництва міст для iOS та Android, заснована на американському мультсеріалі The Simpsons.Це дозволяє користувачам створювати та підтримувати власну версію Спрінгвілда за допомогою знайомих персонажів та будівель. Гра регулярно оновлюється новим вмістом, часто на тематику сезону та свят, наприклад під час таких свят, як День Подяки та вміст епізодів «Будиночку на дереві жахів» для Хеллоуїна. Гра доступна кількома мовами, такими як англійська, французька, турецька, італійська, німецька, спрощена китайська, іспанська та європейська португальська та бразильська португальська.
Гра була розроблена та опублікована EA Mobile і запущена в Європі 29 лютого 2012 року та в Північній Америці 1 березня 2012 року для iOS та 6 лютого 2013 року для Android. Гра була випущена для пристроїв Kindle Fire на кількох ринках 24 червня 2013 року.
За власними підрахунками, EA отримала понад 130 мільйонів доларів доходу з моменту виходу гри, станом на 2014 рік. Станом на 2020 рік гра отримала 80 мільйонів завантажень та зібрала 200 мільйонів доларів США.

## Історія
Версія гри 1.0.0 для платформи iOS з'явилася в магазині додатків App Store 17 лютого 2012 року для Данії, Фінляндії, Норвегії, Сінгапуру і Швеції. Пізніше гра стала доступна користувачам інших країн: 21 лютого — Канади; 29 лютого — Австралії, Ботсвани, Єгипту, Німеччини, Греції, Індонезії, Ірландії, Мексики, Нової Зеландії, Польщі, Португалії, Румунії, Росії, Іспанії, Швейцарії, Туреччини, Великої Британії; 1 березня — США.
Великий приплив користувачів привів до надмірного навантаження на ігрові сервера, в результаті чого багато користувачів зазнавали труднощів зі входом в гру. 3 березня 2012 року гра була прибрана з App Store для усунення проблем, що виникли, але доступ для людей, які попередньо завантажили її зберігся. 16 серпня гра була повернута в App Store.
Версія гри для платформи Android з'явилася в магазині Google Play 3 лютого 2013 року, але завантажити її могли лише користувачі Нідерландів та Австралії. 6 лютого доступ до неї отримали користувачі інших країн. Основною відмінністю цієї версії гри від версії для iOS стала відсутність підтримки облікових записів сервісу Origin, що не дозволило користувачам завантажувати одне і те ж саме місто на різних пристроях, а також відвідувати міста інших гравців-друзів. Пізніше підтримка Origin була додана і для Android версії.

## Ігровий процес
Гра може розглядатися як містобудування. Вона пропонує для побудови різноманітні будівлі (будинки, магазини, громадські будівлі з анімаційного серіалу), які гравець купує в ігровій валюті. Предмети преміум-класу купуються з «пампушками», які також можна придбати за реальні гроші. Тут згадується пристрасть Гомера Сімпсона до пончиків. Гравець використовує будівельні та персонажеві квестові лінії для прогресу в грі. Виконуючи квести та рівні, гравець збирає більше персонажів та будівель, і таким чином виконує подальші квести та рівні. Гравці можуть розміщувати на землі річки, дороги, тротуари та прикраси. У 2013 році розробники додали транспортер «Krustyland».
Гра підтримується EA's Origin, яка діє як соціальний міст до місця, де гравці входять у свої рахунки Origin та відвідують міста друзів, щоб збирати готівку раз на 24 години; а іноді й інші завдання під час заходу.
З моменту оновлення від 18 травня 2016 року максимальна кількість рівнів зараховується до 939, оскільки це код міста Сімпсонів у Спрінгфілді.
Для гри випускаються часті оновлення, включаючи новий вміст гри або обмежені у часі події, пов'язані з рекламними акціями чи святами. Основні події включають тимчасову валюту, за якою можна придбати або виграти призи обмеженим тиражем. Для деяких подій виграш кожного користувача вноситься у фонд громади, який включає призи за певні рівні валюти події.

## Сезонні доповнення
Для підтримки інтересу гравців до свого продукту розробники випускають сезонні оновлення, є відсилання до епізодів серіалу. Під час цих оновлень у внутрішньоігровому магазині з'являються унікальні предмети, споруди і персонажі з цих епізодів, велика частина з яких перестає бути доступною після закінчення події.
- Treehouse of Horror (Маленький будиночок жахів на дереві)
- Christmas (Різдво)
- Valentine's Day (День святого Валентина)
- Whacking Day[en] (День вигнання)

## Внутрішньоігрові проблеми
Незабаром після запуску на платформі iOS, гру було вилучено з магазину iOS App Store через те, що сервери EA не змогли задовольнити попит та безліч серйозних збоїв, про які повідомляють користувачі. Після того, як минув місяць, EA створив форум, на якому користувачі могли повідомляти про проблеми з помилками, але не міг запропонувати рішення проблем або тимчасові оновлення. Деякі користувачі, які здійснювали покупки в додатках, виявили, що їх покупки зникли. Зв'язавшись з EA, користувачі мали змогу збирати відшкодування безпосередньо з Apple. Кілька місяців потому, 16 серпня 2012 року, додаток повернувся до App Store. З 2016 року сталася помилка, яка вилучає більшість функціональних можливостей з ігрового інтерфейсу. Станом на квітень 2018 року ця помилка все ще не виправлена, і вона продовжує зростати, зачіпаючи майже 20 % усіх гравців. З кінця 2019 року помилку все-таки виправили.

## Критика
Через критику ширшої тенденції структури доходів ігор, гра була сатирична в епізоді Південного Парку «Freemium Is Not Free» як експлуатаційна та відсутня в геймплеї. Сама гра раніше застосувала цей момент під час ігрової розмови двох персонажів. У 25-му сезоні Сімпсонів «Трудові болі» Гомер відкриває гру на своєму телефоні та автоматично стягує 300 доларів.

## Нагороди
Гра виграла премію People's Voice за «Стратегію / моделювання» на 2018 Webby Awards.